# Новоспаське (Дніпровський район)
Новоспа́ське — село в Україні, у Чумаківській сільській громаді Дніпровського району Дніпропетровської області. Населення за переписом 2001 року становить 110 осіб.

## Географія
Село Новоспаське знаходиться в степу, за 2 км від правого берега річки Кільчень, на відстані в 1 км від сіл Вишневе і Приют, за 2 км — село Олександрівка (Самарівський район).

## Історія
Засноване протягом 1927-1930 років переселенцями із давнього с. Спаське Новомосковського району. Звідси й походить його назва.
Старожили розповідали, що їм було дано дозвіл на присадибні ділянки на місці Приюту, але їх громадський уповноважений обмінявся документами з уповноваженим від переселенців з Чаплинки, поставивши добрий могорич.

## Населення

### Мова
Розподіл населення за рідною мовою за даними перепису 2001 року:
| Мова       | Відсоток |
| ---------- | -------- |
| українська | 93,6 %   |
| російська  | 6,4 %    |